# Anne L'Huillier
Anne L'Huillier (n. 16 august 1958, Paris, Franța) este o fiziciană franceză, profesoară de fizică atomică la Universitatea din Lund din Suedia. În 2023, a fost distinsă cu Premiul Nobel pentru Fizică, alături de Pierre Agostini și Ferenc Krausz, „pentru metode experimentale care generează impulsuri de lumină de attosecunde în vederea studierii dinamicii electronilor în materie”.